# Вуксановић
Вуксановић је претежно српско презиме, патроним настао од датог имена Вуксан. Познате особе са овим презименом су:
- Бошко Вуксановић (1928–2011), југословенски ватерполиста
- Дивна М. Вуксановић (рођена 1965), српска филозофкиња, књижевница, теоретичарка медија
- Драгиња Вуксановић, црногорски политичар и универзитетски професор
- Оливер Вуксановић (рођен 1966), македонски адвокат
- Сања Вуксановић (рођена 1967), српска шахисткиња са звањем велемајстора
- Слободан Вуксановић (рођен 1965), српски писац и политичар